# Ådals-Lidens församling
Ådals-Lidens församling är en församling i Ådalens kontrakt i Härnösands stift. Församlingen ingår i Sollefteå pastorat och ligger i Sollefteå kommun i Västernorrlands län.

## Administrativ historik
Församlingen har medeltida ursprung under namnet Lidens församling som namnändrades till Ådals-Lidens församling den 1 januari 1886 enligt kungligt beslut 17 april 1885. Stavningen av församlingens namn fastställdes som Ådals-Liden enligt kungligt beslut den 24 oktober 1919, då innan detta datum stavningen Ådalsliden hade förekommit.
Församlingen utgjorde under 1300-talet ett eget pastorat för att därefter till 20 augusti 1830 vara annexförsamling i pastoratet Resele, Junsele och Liden. Från 20 augusti 1830 till 1869 annexförsamling i pastoratet Resele och Liden. Från 1869 till 2002 eget pastorat. Församlingen var mellan sedan 2002 och 2021 moderförsamling i pastoratet Ådals-Liden, Junsele, Resele och Eds pastorat. Församlingen är sedan 2021 del av Sollefteå pastorat.

## Kyrkoherdar
| 1870–1882 | Per Alfred Nikolaus Sundelin |           | Senare kyrkoherde i Nora församling.    |
| 1882–1906 | Viktor Bernhard Frisendahl   |           | Senare kyrkoherde i Ramsele församling. |
| 1906–1918 | Nils Petrus Edlund           | 1850–1918 |                                         |

## Kyrkor
- Ådals-Lidens kyrka